# Mebanazin
Mebanazin (Actomol) je inhibitor monoaminske oksidaze (MAOI) iz hidrazinske hemijske klase, koji je ranije korišten kao antidepresiv tokom 1960-tih, ali je njegova primena prekinuta.

## Spoljašnje veze
|  | Molimo Vas, obratite pažnju na važno upozorenje u vezi sa temama iz oblasti medicine (zdravlja). |